# Atascocita
Atascocita és una concentració de població designada pel cens dels Estats Units a l'estat de Texas. Segons el cens del 2000 tenia 35.757 habitants.

## Demografia
Segons el cens del 2000, Atascocita tenia 35.757 habitants, 11.006 habitatges, i 9.432 famílies. La densitat de població era de 500,6 habitants per km².
Dels 11.006 habitatges en un 50,1% hi vivien nens de menys de 18 anys, en un 73,8% hi vivien parelles casades, en un 8,9% dones solteres, i en un 14,3% no eren unitats familiars. En l'11,2% dels habitatges hi vivien persones soles l'1,8% de les quals corresponia a persones de 65 anys o més que vivien soles. El nombre mitjà de persones vivint en cada habitatge era de 3,03 i el nombre mitjà de persones que vivien en cada família era de 3,28.
Per edats la població es repartia de la següent manera: un 30% tenia menys de 18 anys, un 8,7% entre 18 i 24, un 35,7% entre 25 i 44, un 21,9% de 45 a 60 i un 3,8% 65 anys o més.
L'edat mediana era de 32 anys. Per cada 100 dones de 18 o més anys hi havia 113,5 homes.
La renda mediana per habitatge era de 73.032 $ i la renda mediana per família de 76.821 $. Els homes tenien una renda mediana de 51.750 $ mentre que les dones 34.036 $. La renda per capita de la població era de 25.962 $. Aproximadament el 2,2% de les famílies i el 3,1% de la població estaven per davall del llindar de pobresa.

## Poblacions més properes
El següent diagrama mostra les poblacions més properes.